# Argomuellera decaryana
Argomuellera decaryana là một loài thực vật có hoa trong họ Đại kích. Loài này được (Leandri) J.Léonard mô tả khoa học đầu tiên năm 1959.